# 曹氏 (窦建德)
曹氏（?—?），隋末农民起义领袖、夏王窦建德的妻子。《隋唐演義》稱曹皇后。

## 生平
曹氏和窦建德都非常节俭，在窦建德占据整个河北后，曹氏不穿纨绮之衣，使唤的婢妾只有十数人。《旧唐书》记在窦建德杀死宇文化及后，窦建德得到隋炀帝的美貌宫女数千人，多数放还回家。《北史》则记，因曹氏妒悍，炀帝妃嫔美人并使出家。
最初，窦建德只是称夏王，不是皇帝，但唐朝武德二年、窦建德五凤二年（619年），隋朝皇泰主杨侗被王世充废黜，王世充称郑皇帝。窦建德断绝和洛阳的联系，自建天子旌旗。
五凤四年（621年），王世充的洛阳被唐朝秦王李世民率军围攻，王世充派侄子王琬、大臣長孫安世向窦建德求救，说夏国和郑国是唇亡齿寒的关系。窦建德决定军援。窦建德的谋士凌敬建议攻打唐朝兵力薄弱的汾州（今山西省吕梁市）、晉州（今山西省临汾市），然后西进长安，可以威胁唐朝的心腹，又可以使李世民援救，解了洛阳之围。王琬、長孫安世却日夜向窦建德哭诉，说洛阳马上就要陷落，必须先救洛阳。窦建德决定先救洛阳。曹氏劝说窦建德听从凌敬的建议：
祭酒之言可从，大王何不纳也？请自滏口之道，乘唐国之虚，连营渐进，以取山北，又因突厥西抄关中，唐必还师以自救，此则郑围解矣。今顿兵武牢之下，日月淹久，徒为自苦，事恐无功。
窦建德却回应道：“此非女子所知也。且郑国悬命朝暮，以待吾来，既许救之，岂可见难而退，示天下以不信也？” 
窦建德和李世民在虎牢关（武牢关）决战，李世民击败了窦建德，俘虏窦建德，曹氏及夏国左仆射齐善行率领数百骑兵逃回洺州（今河北邯郸）。王世充投降。李世民将窦建德、王世充押回长安，唐高祖李渊处死了窦建德。夏国欲立窦建德的养子为王，齊善行认为大势已去，遣散士卒，和曹氏、右仆射裴矩、曹氏的哥哥行台曹旦，以河北山东之地，奉传国等八玺降唐。之后，史书没有关于曹氏的记载。（清朝小说《隋唐演义》称曹皇后出家为尼，但史书并没有记载。）